# Кубок России по футзалу 2016
XXV Кубок России по футзалу (AMF). Финальный турнир прошёл 17—18 декабря 2016 года в Красноармейске. Турнир проводился под эгидой Межрегиональной федерации футзала России.

## Регламент
В финальном турнире приняло участие четыре клуба. Было решено провести два полуфинальных поединка, которые состоялись 17 декабря, а на следующий день были проведены матч за 3 место и финал.

## Итоги турнира

### 1/2 финала
«Динамо» (Москва) — «Динамо» (Московская область) — 13:1
ФЗК «Красноармейск» (Красноармейск) — «Баткен» (Королев) — 15:1

### Матч за третье место
«Динамо» (Московская область) — «Баткен» (Королев) — В:П

### Финал
«Динамо» (Москва) — ФЗК «Красноармейск» (Красноармейск) — 10:2
состав команды «Динамо» (Москва):
вратари — Бахов Алексей, Бояркин Роберт, Чепиков Иван
полевые игроки — Носков Даниил, Фролов Максим (капитан), Иванов Андрей, Мамулашвили Гига, Ходерян Эдуард, Косович Артём, Булискерия Георгий, Терехов Денис, Пипия Ираклий, Писарев Михаил, Марченко Артур, Рахматов Парвиз, Рожков Михаил, Арефьев Николай, Зиновьев Никита, Хоменко Павел.

## Лучшие игроки турнира
вратарь — Дмитрий Куприянов (ФЗК «Красноармейск», Красноармейск)
защитник — Максим Фролов («Динамо», Москва)
нападающий — Вадим Владимиров (ФЗК «Красноармейск», Красноармейск)
игрок — Егор Щудрин («Динамо», Москва)
бомбардиры — Эдуард Ходерян, Денис Терехов и Егор Щудрин (все — «Динамо» Москва), забившие по шесть мячей.